# XC-123A運輸機
Chase XC-123A是一款由大通飛機公司研製的實驗運輸機。該機為美國空軍的第一架噴氣式運輸機。由於在評估後，美國空軍認為其與現役的型號相比優勢不足，因此沒有投入生產。唯一的原型機改裝成活塞驅動的YC-123D，以測試邊界層控制系統。

## 發展
在1940年代末，大通飛機公司開發了XCG-20滑翔機，這是美國有史以來製造的最大滑翔機。 然而，隨後因為美美國軍事理論的改變，取消了滑翔機的研發。
然而，得益於XG-20原本的設計，大通隨後將兩架原型機改裝為動力飛機，其中一架成為配備雙活塞發動機的XC-123。第二架XG-20進行了更徹底的重新配置，安裝了兩個雙噴氣發動機吊艙，與B-36和平締造者轟炸機和B-47轟炸機使用的類型相同。由於原本滑翔機的機翼中沒有容納燃料的裝置，因此燃料箱安裝在機艙地板下方。
XC-123A被其製造商稱為Avitruc，並於1951年4月21日進行了首飛， 成為第一架在美國成功飛行的噴氣動力運輸機。它在飛行試驗中的表現十分優秀，飛機幾乎沒有表現出任何缺陷， 並表現出相當良好的短場能力。
雖然XC-123的設計大致上來說是成功的，然而XC-123A也未能在飛行測試中贏得青睞。儘管飛機的短場性能良好，但在崎嶇不平、未經改良的場地上，低懸吊的噴射吊艙會將碎片吸入進氣口，損壞引擎。 此外，飛機的設計與其引擎不匹配，導致 XC-123A 無法提供與其噴射引擎所需的燃油量相比足夠的貨運能力。最終，空軍取消XC-123A的研發。
試驗結束後，XC-123A隨後改裝成YC-123D，序號為53–8068。

### 典籍
- Adcock, Al. . Aircraft In Action 124. Carrollton, TX: Squadron/Signal Publications. 1992. ISBN 978-0-89747-276-0.
- Air League. . Air Pictorial (London: Air League of the British Empire). 1975, 37: 113.
- Baugher, Joe. . USAAS-USAAC-USAAF-USAF Aircraft Serial Numbers--1908 to Present. 2010  [2010-11-28]. （原始内容存档于2011-07-23）.
- Baugher, Joe. . USAAS-USAAC-USAAF-USAF Aircraft Serial Numbers--1908 to Present. 2010  [2011-01-22]. （原始内容存档于2011-07-23）.
- Gunston, Bill (编). . New York: Exeter Books. 1980. ISBN 978-0-89673-077-9.
- Lednicer, David. . University of Illinois at Urbana-Champaign. 2010  [2010-11-27]. （原始内容存档于2010-04-20）.
- Mitchell, Kent A. . AAHS Journal (Santa Ana, CA: American Aviation Historical Society). 1992, 37  [2010-11-28].
- Sweetman, William. . London: W.H. Smith/Hamlyn Publishing Group. 1979. ISBN 978-0-600-37248-6.

## 外部連結
- Bonnier Corporation. . Popular Science (Bonnier Corporation). July 1951: 81.